# 两浴女 (1884年)
《两浴女》（法文：Les Deux Baigneuses）是法国画家威廉·阿道夫·布格罗创作于1884年的一幅油画。现收藏于美国伊利诺伊州的芝加哥美术研究所 (Art Institute of Chicago, Chicago, Illinois)。

## 类似作品
- 浴女 (1870年)
- 浴女 (1879年)
- 浴后 (1875年)
- 浴后 (1894年)
- 坐着的浴女 (1884年)